# Eben-Haëzerkerk (Zaltbommel)
De Eben-Haëzerkerk is een protestants kerkgebouw aan de Korte Steigerstraat 11 te Zaltbommel.
Het kerkje werd in 1900 gebouwd naar ontwerp van E.G. Wentink. Het was een Hervormd/Gereformeerde Evangelisatiekerk. Het betreft een eenvoudig zaalkerkje met een achthoekig geveltorentje met daarop een ui-vormige spits. De voorgevel staat in de rooilijn van de straat. Het orgel is van 1932 en werd gebouwd door de firma Valckx & Van Kouteren.
Sedert 2004 is het kerkje in gebruik bij de Hersteld Hervormde kerk

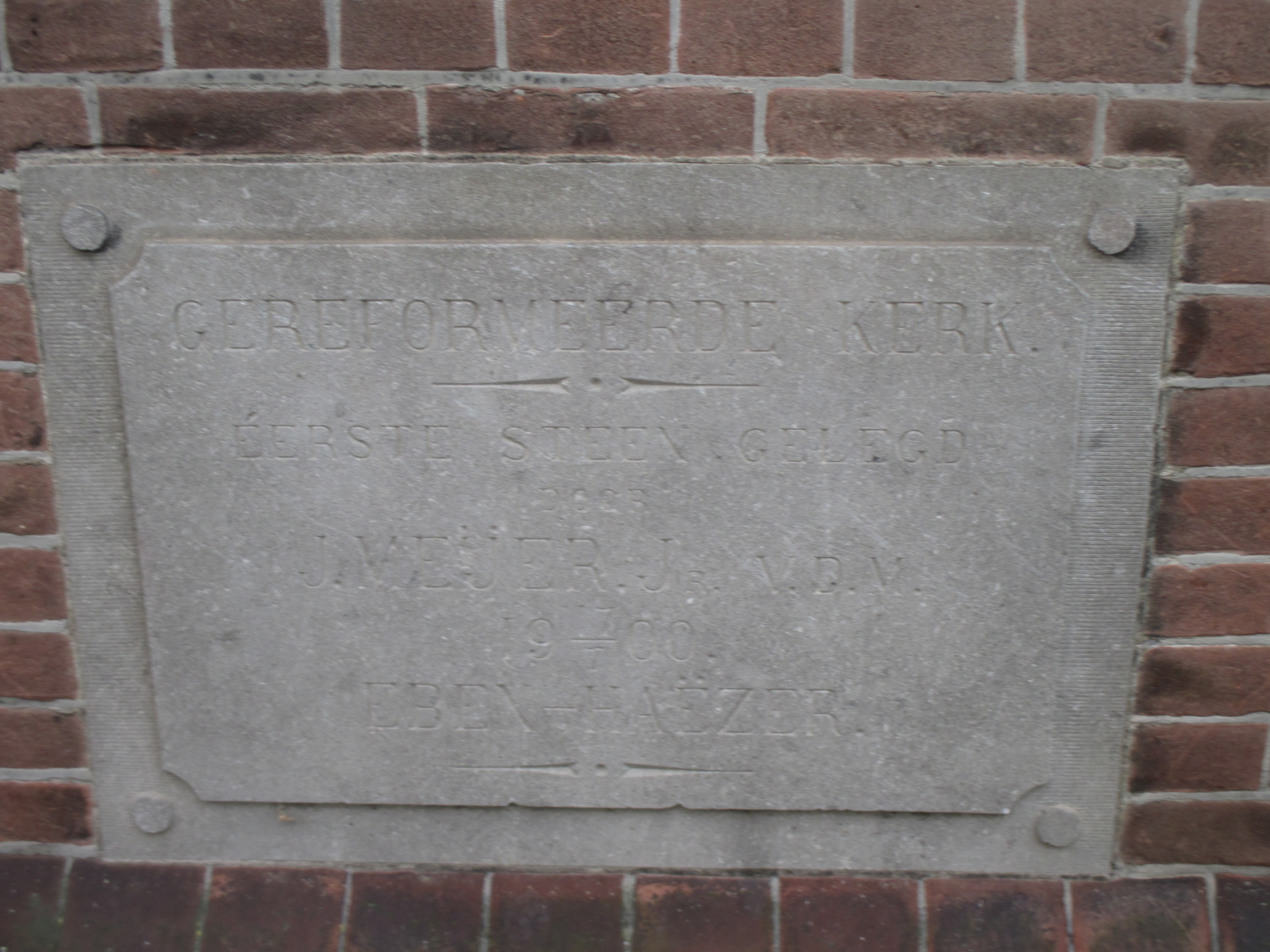
Eerste steen